# Аскерки (Борисовський район)
Аскерки (біл. вёска Аскеркі) — село в складі Борисовського району Мінської області, Білорусь. Село належало Метченській сільській раді, розташоване в східній частині області.